# Saedinenie
Saedinenie (en búlgaro: Съединение) es una ciudad en el sur de Bulgaria. Se encuentra en la provincia de Plovdiv, a 27 km al noroeste de Plovdiv. Centro administrativo del municipio de Saedinenie.

## Geografía
Se encuentra a una altitud de 209 m s. n. m. a 134 km de la capital nacional, Sofía.

## Demografía
Según estimación 2012 contaba con una población de 5 146 habitantes.
|         | 2004  | 2005  | 2006  | 2007  | 2008  | 2009  | 2010  | 2011  |
| Mujeres | 3 211 | 3 192 | 3 181 | 3 135 | 3 104 | 3 096 | 3 047 | 2 842 |
| Varones | 3 166 | 3 110 | 3 047 | 3 019 | 2 988 | 2 954 | 2 904 | 2 749 |
| Total   | 6 377 | 6 302 | 6 228 | 6 154 | 6 092 | 6 050 | 5 951 | 5591  |